# La Gallinola - Monte Miletto - Monti del Matese
La Gallinola - Monte Miletto - Monti del Matese este o arie protejată (arie specială de conservare — SAC, sit de importanță comunitară — SCI, arie de protecție specială avifaunistică — SPA) din Italia întinsă pe o suprafață de 25.002 ha, integral pe uscat.

## Localizare
Centrul sitului La Gallinola - Monte Miletto - Monti del Matese este situat la coordonatele 41°27′54″N 14°23′27″E / 41.465°N 14.390833°E.

## Înființare
Situl La Gallinola - Monte Miletto - Monti del Matese a fost declarat sit de importanță comunitară în septembrie 1995 pentru a proteja 1 specie de plante și 49 de specii de animale. Alte tipuri de protecție:
- arie de protecție specială avifaunistică (în aprilie 2005)
- arie specială de conservare (în decembrie 2018)[2][3][4]

## Biodiversitate
Situată în ecoregiunea mediteraneană, aria protejată conține 16 habitate naturale: Păduri de fag din Apenini cu Abies alba și păduri de fag cu Abies nebrodensis, Pante stâncoase calcaroase cu vegetație casmofită, Păduri pe pante, grohotișuri și ravene de Tilio-Acerion, Păduri de fag din Apenini cu Taxus și Ilex, Grohotișuri calcaroase și de șisturi calcaroase de la nivelul montan până la nivelul alpin (Thlaspietea rotundifolii), Liziere de ierburi înalte hidrofile de câmpie și de nivel montan până la alpin, Pajiști alpine și subalpine calcaroase, Pajiști carstice calcaroase sau bazofile, de Alysso-Sedion albi, Pajiști uscate seminaturale și facies de acoperire cu tufișuri pe substraturi calcaroase (Festuco-Brometalia) (* situri importante pentru orhidee), Păduri de Castanea sativa, Păduri panonice-balcanice de stejar turcesc - stejar sesil, Păduri de Quercus ilex și Quercus rotundifolia, Pseudostepă cu ierburi și specii anuale de Thero-Brachypodietea, Cursuri de apă de la nivel de câmpie la nivel montan, cu vegetație Ranunculion fluitantis și Callitricho-Batrachion, Peșteri inaccesibile publicului, Galerii de Salix alba și de Populus alba.
La baza desemnării sitului se află mai multe specii protejate:
- plante (1): Himantoglossum adriaticum
- păsări (34): uliu porumbar (Accipiter gentilis), uliu păsărar (Accipiter nisus), potârnichea de stâncă (Alectoris graeca saxatilis), acvilă de munte (Aquila chrysaetos), buha (Bubo bubo), șorecarul comun (Buteo buteo), caprimulg (Caprimulgus europaeus), barză albă (Ciconia ciconia), mierla de apă (Cinclus cinclus), șerpar (Circaetus gallicus), erete de stuf (Circus aeruginosus), erete vânăt (Circus cyaneus), botgros (Coccothraustes coccothraustes), porumbel de scorbură (Columba oenas), corb (Corvus corax), ciocănitoare pestriță mare (Dendrocopos major), presură de grădină (Emberiza hortulana), Falco biarmicus, șoim de iarnă (Falco columbarius), șoim călător (Falco peregrinus), șoimul rândunelelor (Falco subbuteo), muscar-gulerat (Ficedula albicollis), sfrâncioc roșiatic (Lanius collurio), gaia neagră (Milvus migrans), gaia roșie (Milvus milvus), mierlă de piatră (Monticola saxatilis), mierlă albastră (Monticola solitarius), viespar (Pernis apivorus), țigănuș (Plegadis falcinellus), Prunella collaris, stăncuță alpină (Pyrrhocorax graculus), Pyrrhocorax pyrrhocorax, huhurez mic (Strix aluco), fluturașul de stâncă (Tichodroma muraria)
- amfibieni (3): Bombina pachypus, Salamandrina terdigitata, Triturus carnifex
- mamifere (4): lupul (Canis lupus), liliac comun (Myotis myotis), liliacul mare cu potcoavă (Rhinolophus ferrumequinum), liliacul mic cu potcoavă (Rhinolophus hipposideros)
- nevertebrate (7): Austropotamobius pallipes, croitorul mare al stejarului (Cerambyx cerdo), Coenagrion mercuriale, fluturele de noapte (Eriogaster catax), fluturele auriu (Euphydryas aurinia), Euplagia quadripunctaria, Rosalia alpina
- reptile (1): șarpele cu patru dungi (Elaphe quatuorlineata)

Pe lângă speciile protejate, pe teritoriul sitului au mai fost identificate 46 de specii de plante, 2 specii de amfibieni, 6 specii de mamifere, 4 specii de nevertebrate, 2 specii de reptile.